# Comuna Cionhar, Henicesk
Cionhar (în ucraineană Чонгар) este o comună în raionul Henicesk, regiunea Herson, Ucraina, formată din satele Ataman, Cernihivka, Cionhar (reședința), Mîkolaiivka, Novîi Trud și Popivka.

## Demografie
Componența lingvistică a comunei Cionhar
     Ucraineană (60,63%)
     Rusă (32,91%)
     Alte limbi (0,69%)
Conform recensământului din 2001, majoritatea populației comunei Cionhar era vorbitoare de ucraineană (60,63%), existând în minoritate și vorbitori de rusă (32,91%) și armeană (4,1%).